# 데이비드 골드버그
데이비드 E. 골드버그(David E. Goldberg, 1953년 ~ )는 유전 알고리즘 분야의 권위자이며 일리노이 대학교 어바나-샴페인의 공대 교수로 재직중이다. 유전 알고리즘을 다룬 책 《Genetic Algorithms for Search, Optimization, and Machine Learning》은 수많은 전산학 논문에 인용된 바 있다. 골드버그는 유전 알고리즘 연구실을 이끌고 진화 연산 분야에 수많은 논문을 발표하고 있다.
골드버그는 미시간 대학교에서 벤자민 와일리(Benjamin Wylie)와 존 헨리 홀랜드의 지도를 받아 토목공학 박사 학위를 받았다.

## 저서
- 데이비드 골드버그 (1989). Genetic algorithms for search, optimization, and machine learning. Addison-Wesley.
- 데이비드 골드버그 (1995). Life Skills and Leadership for Engineers. McGraw Hill
- 데이비드 골드버그 (2002). The design of innovation: Lessons from and for competent genetic algorithms. Kluwer Academic Publishers.
- 데이비드 골드버그 (2006). The entrepreneurial engineer. Wiley.